# Didier Sénac
Didier Sénac (Saint-Denis, 2 de outubro de 1958) é um ex-futebolista profissional francês que atuava como defensor, campeão olímpico em Los Angeles 1984

## Carreira
Didier Sénac representou o seu país nos Jogos Olímpicos de Verão de 1984, conquistando a medalha de ouro.

### Clubes
- RC Lens (1977–1988)
- Girondins de Bordeaux (1988–1995)
- Toulouse FC (1995–1996)
- US Créteil (1996–1998)